# Акула великоголова котяча каліфорнійська
Великоголова котяча акула каліфорнійська (Cephalurus cephalus) — єдиний вид роду Великоголова котяча акула родини Котячі акули. Інші назви «котяча акула-пуголовок», «котяча акула-льодяник».

## Опис
Загальна довжина досягає 28 см. Голова велика, широка. Вона нагадує пуголовку жаби. Звідси походить одна з назв цієї акули. Морда коротка, сплощене зверху, округле в горизонтальному плані. Очі помірного розміру, горизонтального розміру, з мигальною перетинкою. Надочними хребет відсутній. Має маленький підочний горбик. За очима розташовані невеличкі бризкальця. Простір між бризкальцями та п'ятою зябровою щілиною, сягає 60% усієї довжини голови. Ніздрі великі. Носові клапани трикутної форми, віддалені один від одного. В кутах рота присутні невеликі губні борозни. Рот широкий. На верхній щелепі зуби прямі, на нижній — дещо вигнуті назовні. Зубі невеличкі, з 2-4 верхівками, де центральна є високою та гострою, а бокові — маленькими. У неї 5 пар зябрових щілин, які мають дугоподібний вигин у бік голови. Тулуб тонкий, циліндричне, трохи розширене біля зябер. Шкіра тонка й дуже м'яка. Плактоїдна луска слабко кальцинована, дрібна. Грудні плавці великі, їх довжина у 2 рази більше за ширину, мають округлі верхівки. Має 2 спинних плавця однакового розміру. Передній спинний плавець починається з кінця черевних плавців, задній — з середини анального плавця. Черевні плавці довгі та низькі. Хвостовий плавець тонкий та довгий, гетероцеркальний.
Забарвлення коливається від світло-коричневого до темно-коричневого кольору. Крайки плавців трохи світліше за загальний фон. Очі мають зеленуватий колір.

## Спосіб життя
Тримається на глибинах від 150 до 1000 м, зазвичай до 910–930 м. Здатна мешкати у воді з невеликим вмістом кисню. Живиться переважно креветками, крабами, рачками, а також молоддю костистих риб.
Статева зрілість у самців настає при розмірі 19 см, самиць — 24 см. Це яйцекладна акула. Самиця відкладає 2 яйця у товстенькій шкаралупі. Народжені акуленята становлять 10 см завдовжки. Відкладання яєць відбувається щорічно.

## Розповсюдження
Мешкає від Каліфорнійської затоки до півострова Байя. Звідси походить назва цієї акули.